# 田淵貞四郎

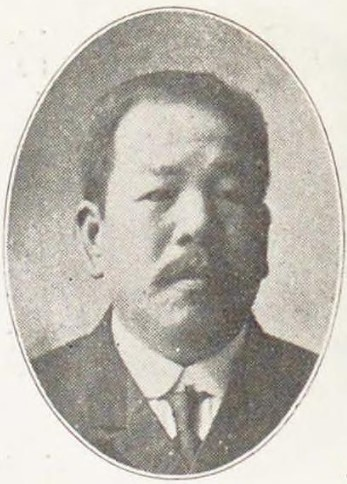
田淵貞四郎

田淵 貞四郎（たぶち さだしろう、1869年3月4日（明治2年1月22日）- 1922年（大正11年）12月1日）は、明治から大正時代の政治家、実業家。衆議院議員（1期）。

## 経歴
のちの香川県三野郡桑山村（三豊郡桑山村、豊中村、豊中町を経て、現在の三豊市豊中地区）に生まれる。農業を営む傍ら、桑山村会議員、三豊郡会議員、同参事会員、同副議長、香川県会議員、同参事会員、県農会副会長を歴任する。実業家としては讃岐土管取締役、香川県蚕糸同業組合連合会長を務める。
1915年（大正4年）3月の第12回衆議院議員総選挙では香川県郡部から憲政会所属で出馬し当選。1期務めた。